# Grensmagnitude
De grensmagnitude van een instrument is in de astronomie de schijnbare magnitude van het zwakste hemellichaam dat met het betreffende instrument gedetecteerd kan worden. In sommige gevallen verwijst de grensmagnitude naar de bovenlimiet van een detectie.
De grensmagnitude van een instrument wordt vaak aangegeven voor ideale omstandigheden. Door weer, maanlicht,  hemelachtergrond, en lichtvervuiling kan de grensmagnitude veranderen.

## Zichtbaarheid met het blote oog

De invloed van de hemelachtergrond op de grensmagnitude.

Voor waarnemingen met het blote oog is de grensmagnitude de waarde van de zwakste sterren die nabij het zenith gezien kunnen worden op een onbewolkte nacht zonder maanlicht. De grensmagnitude kan bepaald worden door te zoeken naar sterren met bekende magnitude. Ook kunnen sterren geteld worden in een bepaald gebied aan de hemel waarna het gevonden aantal vergeleken wordt met een tabel. Doordat de grootte van de pupil van het menselijk oog afneemt met de leeftijd neemt de grensmagnitude af met de leeftijd van de waarnemer.
De waarde van de grensmagnitude geeft een indicatie van de helderheid van de hemelachtergrond. In gebieden met lichtvervuiling en hoge relatieve luchtvochtigheid is de grensmagnitude meestal lager dan in afgelegen woestijngebieden of op plaatsen op grote hoogte. Ook hangt de waarde af van de waarnemer en wordt groter naarmate diens oog aangepast is aan de duisternis (wat 30 minuten kan duren). Bij een donkere hemel in een afgelegen woestijngebied is de grensmagnitude tussen 6 en 7 (bij sommige waarnemers zelfs 8). In Europa is deze tussen 5 en 6, wat betekent dat tussen 500 en 2000 sterren kunnen worden gezien. In buitenwijken van steden is de grensmagnitude ongeveer 4 (250 zichtbare sterren) en in het centrum van grootsteden slechts 1 tot 2 (slechts de helderste 5 tot 15 sterren zijn zichtbaar).

## Amateurastronomie
In de amateurastronomie is de grensmagnitude de zwakste ster die door een telescoop kan worden gezien. Een telescoop met een diameter van 5 cm vangt ongeveer 40 maal meer licht op dan een gemiddeld oog en daarmee kunnen in afgelegen gebieden sterren tot ongeveer magnitude 10 worden waargenomen. Een telescoop met een diameter van 25 cm verzameld 1000 maal meer licht en de grensmagnitude is ongeveer 14. 
De grensmagnitude kan ook geschat worden met
{\displaystyle M=7,5+5log(d)}
waarbij d de diameter is van de telescoop in cm.
De precieze waarden zijn afhankelijk van de waarnemer, de seeing, de weersomstandigheden en de eigenschappen (lichtverliezen) van de telescoop.

## Grote observatoria
Telescopen van grote sterrenwachten bevinden zich meestal op locaties die geselecteerd zijn op hun donkere hemel. Deze telescopen kunnen grotere grensmagnituden bereiken door langere integraties te doen met hun detectoren en door beeldverwerkingstechnieken te gebruiken om de signaal-ruisverhouding te vergroten. De meeste telescopen met diameters van 8 to 10 meter kunnen bronnen detecteren met een visuele magnitude van ongeveer 27 na een integratietijd van een uur.
Telescopen die automatische astronomische surveys uitvoeren hebben meestal een kleinere grensmagnitude van ongeven.er 20 wegens de kleinere integratietijd die het mogelijk maakt een groot deel van de hemel in een nacht te meten. Met een integratietijd van 30 seconden heeft de 0,7 m telescoop van de Catalina Sky Survey een grensmagnitude van 19,5. De Zwicky Transient Facility heeft een grensmagnitude van 20,5, en Pan-STARRS bereikt magnitude 24.
De hoogste grensmagnitudes hebben telescopen buiten de aardatmosfeer, zoals Ruimtetelescoop Hubble, waar de atmosfeer niet bijdraagt aan de hemelachtergrond. Voor deze telescopen wordt de helderheid van de hemelachtergrond bepaald door het zodiakaal licht. In het Hubble Extreme Deep Field zijn objecten met een magnitude van 31,5 gedetecteerd. Naar verwachting kan de James Webb-ruimtetelescoop in het infrarood zelfs nog zwakkere objecten detecteren.